# Hubert Berke
Hubert Berke, né le 22 janvier 1908 à Buer, près de Gelsenkirchen en Rhénanie-Westphalie, et mort en 1979 à Cologne, est un peintre allemand et un illustrateur.

## Biographie
Hubert Berke est né le 22 janvier 1908 à Buer, près de Gelsenkirchen en Rhénanie-Westphalie.
L'école de missionnaires le met en contact avec l'art exotique. Il étudie la philosophie et histoire de l'art dans les universités de Königsberg (à l'Académie des arts de Königsberg) et de Münster,. De 1932 à 1933 il étudie à l'Académie des beaux-arts de Düsseldorf avec Paul Klee,. De 1939 à 1945 il est mobilisé et est prisonnier de guerre. En plus de ses peintures abstraites, il illustre divers ouvrages dont des œuvres d'Ernest Hemingway et Les Mouches de Jean-Paul Sartre. Il enseigne en 1960 à l'Institut technique d'Aix-la-Chapelle.
Il est mort en 1979 à Cologne.

## Exposition
- 1958, Kunstverein, Cologne[2]